# Notre-Dame de Fourvière

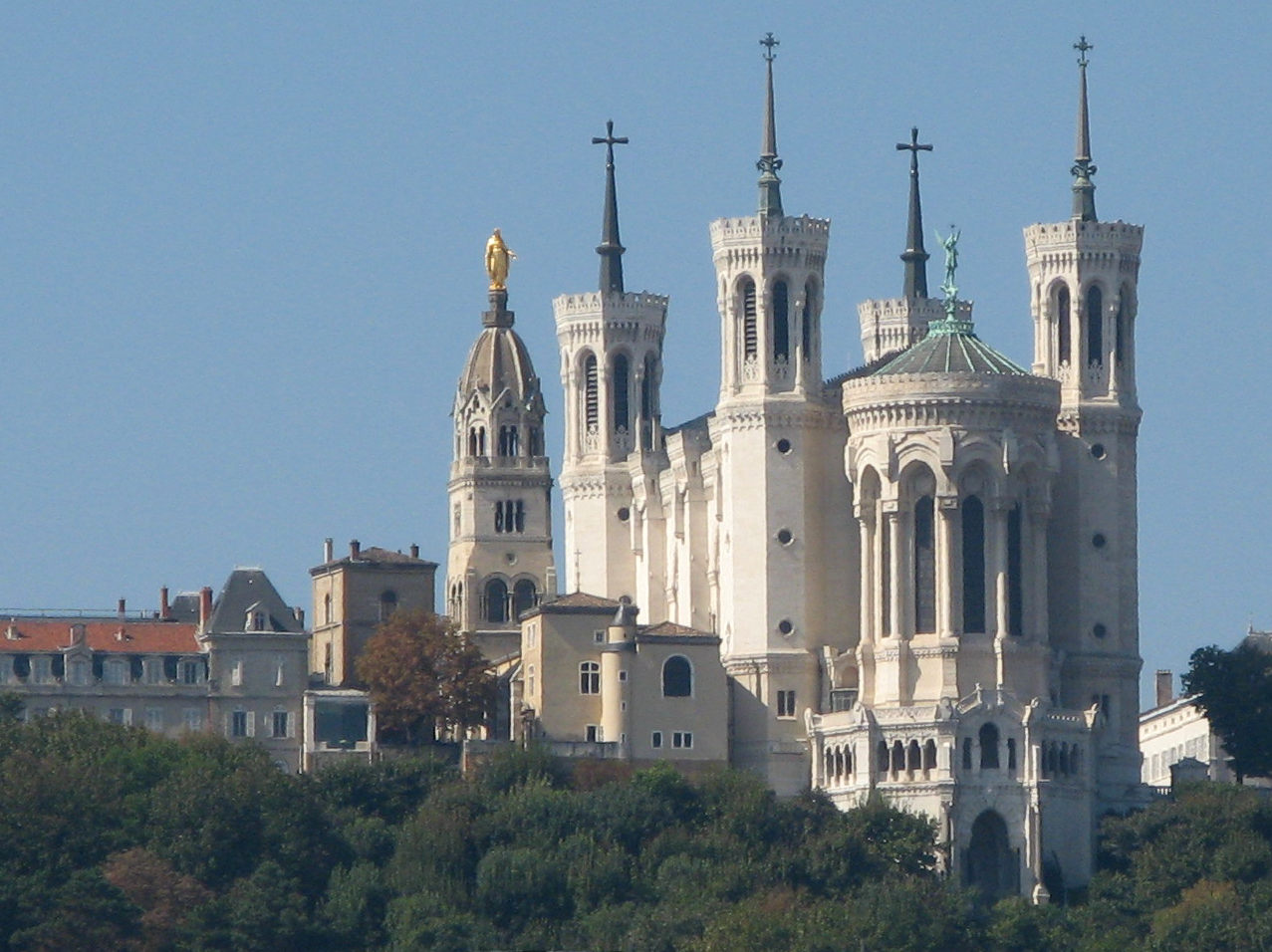
Die viertürmige Basilika Notre-Dame de Fourvière, daneben der Turm der alten Kapelle mit der goldenen Marienstatue

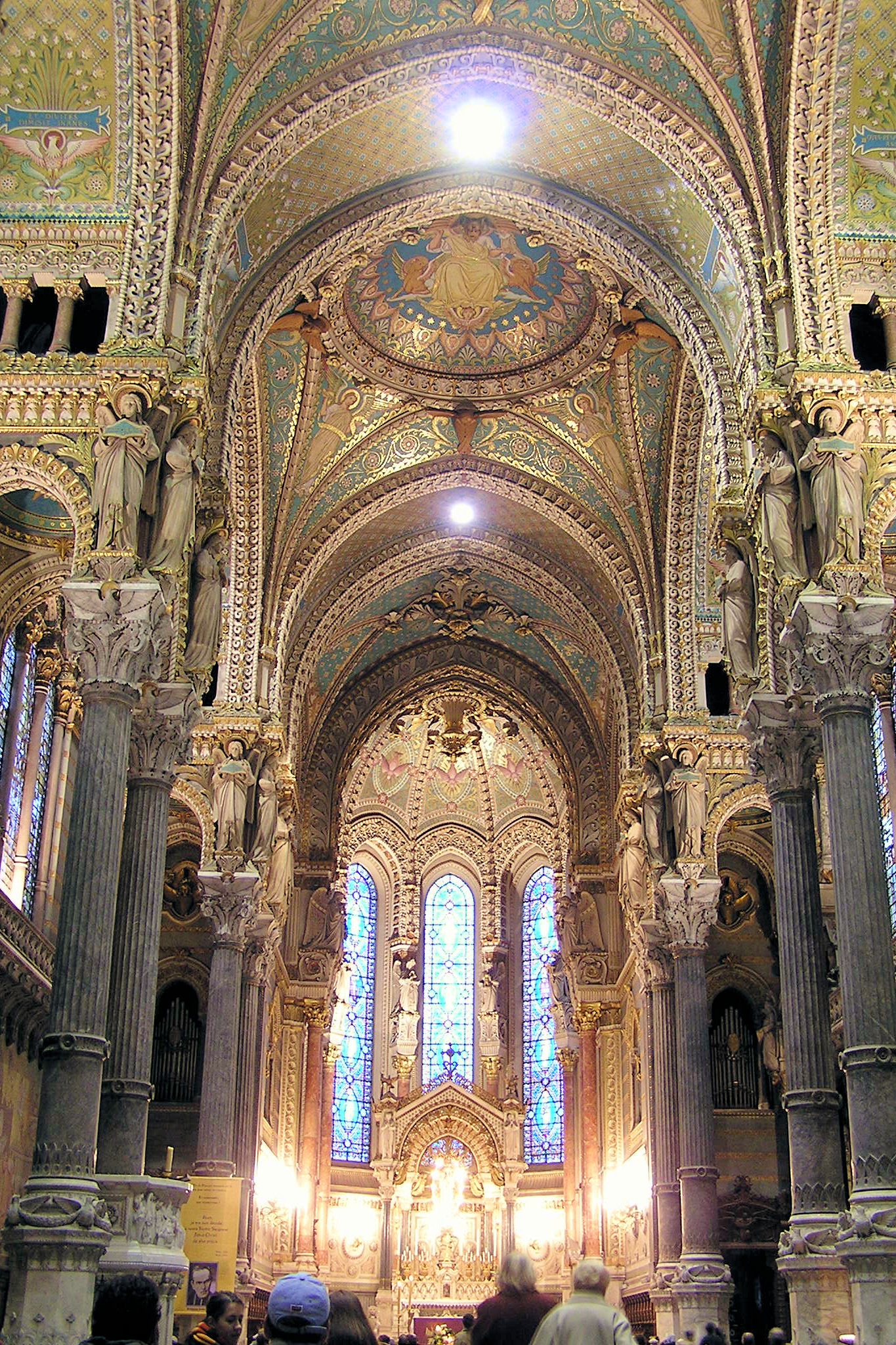
Inneres

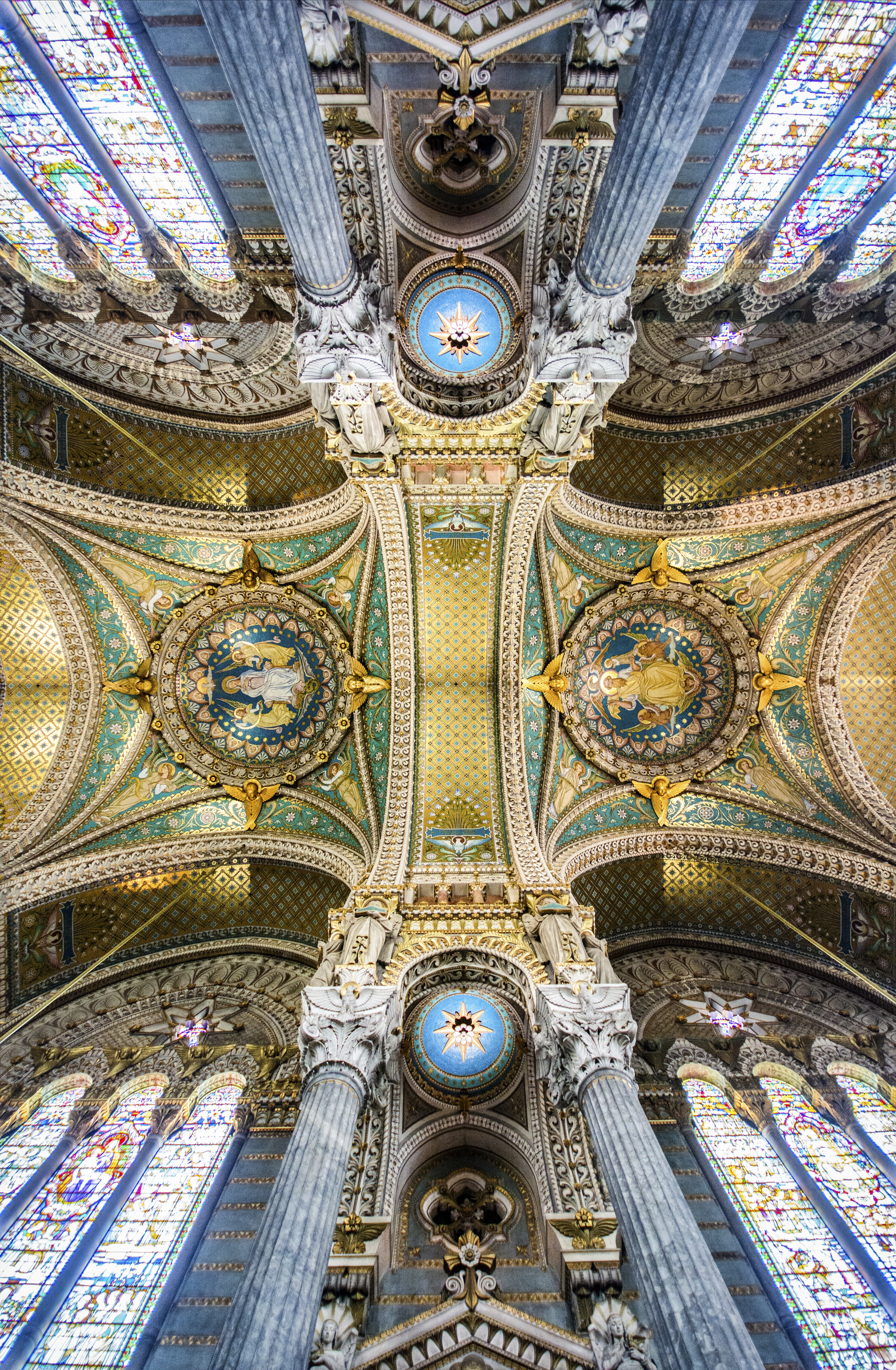
Gewölbe mittig im Kirchenschiff mit Mosaiken und Malereien.

Notre-Dame de Fourvière ist eine römisch-katholische Votiv- und Wallfahrtskirche auf dem Fourvière-Hügel in Lyon. Sie wurde ab 1872 erbaut und 1896 geweiht. Im Jahr darauf wurde sie in den Rang einer Basilica minor erhoben. Seit 1998 zählt sie zusammen mit anderen historischen Stätten in Lyon zum UNESCO-Weltkulturerbe.

## Geschichte
Fourvière (von lat. forum vetus, „altes Forum“) war in der römischen Antike das Zentrum von Lugdunum. Im 11. Jahrhundert begann die Stadt nach jahrhundertelangem Bedeutungsverlust wieder zu wachsen. Das neue Zentrum entstand jedoch am Fuß des Fourvière-Hügels nahe dem Saône-Ufer. Auf den Ruinen des alten Forums wurde 1168 die erste Marienkapelle errichtet.
Als Lyon von einer Pest-Epidemie betroffen wurde, gelobte der Rat der Stadt 1643 eine alljährliche Dankprozession zur Fourvière-Kapelle für den Fall eines raschen Endes der Seuche. Diese Prozession von Bürgermeister und Stadtverordneten findet bis heute am 8. September (Mariä Geburt) statt. Seit dem Gelübde nahmen auch die Wallfahrten auswärtiger Pilger zu und die Kapelle musste mehrfach umgebaut und erweitert werden.
1830 wurde der Glockenturm der Kapelle wegen Baufälligkeit abgerissen und später durch einen neuen, höheren Turm in neuromanischen Formen ersetzt, dessen Spitze mit einer vergoldeten Bronzestatue der Muttergottes von Joseph-Hugues Fabisch bekrönt wurde. Deren Weihe am 8. Dezember 1852 (Mariä Empfängnis) wurde von einem Unwetter beeinträchtigt und das geplante Feuerwerk musste ausfallen. Daraufhin erleuchteten die Lyoner Bürger ihre Fenster mit Tausenden von Kerzen – Ursprung des bis heute begangenen Stadtfests Fête des Lumières.
Im Deutsch-Französischen Krieg 1870/71 legten die Bürger von Lyon das Gelübde ab, das Heiligtum von Fourvière zu vergrößern und zu verschönern, falls ihre Stadt von preußischer Besatzung verschont bliebe. Der Wunsch ging in Erfüllung, und schon 1872 wurde der Grundstein der neuen Kirche nördlich neben der alten Kapelle gelegt.

## Architektur und Ausstattung
Die Pläne für Notre-Dame de Fourvière schuf Pierre Bossan, der zuvor auch die Wallfahrtsbasilika von Ars entworfen hatte; mit der Fertigstellung wurde auch hier Louis Sainte-Marie-Perrin beauftragt. Das Bauwerk zeigt den für die französischen Sakralbauten dieser Zeit typischen historistisch-eklektizistischen Stil mit großer Liebe zum dekorativen Detail. Vorherrschend sind romanische und byzantinische Architekturformen.
Die Basilika ist eine dreischiffige Hallenkirche aus weißem Werkstein. Die Außenwirkung bestimmt das ungewöhnliche Ensemble der vier oktogonalen Ecktürme, die mit Geländern horizontal schließen und nur von sehr schlanken Kupferhelmen mit Kreuzen bekrönt sind. Sie sollen an eine mittelalterliche Burg erinnern, trugen dem Bau jedoch auch den Spitznamen „umgedrehter Elefant“ ein. Obwohl ohne Querhaus, ist die Kirche im Innern durch eine angedeutete Vierung in Langhaus und Chor gegliedert. Dieser schließt mit einer von fünf Fenstern durchbrochenen Rundapsis.
Überreich ist die Ausstattung, deren Fertigstellung nach der Weihe noch Jahrzehnte in Anspruch nahm. Bögen und Säulen sind aufwendig mit Kapitellen, Friesen, Gesimsen, Engel- und Heiligenstatuen ausgestattet. Gewölbe und Wände sind mit vielfarbigen, goldglänzenden Mosaiken und Malereien dekoriert. Die zahlreichen großen Buntglasfenster zeigen Szenen aus der Bibel – vor allem aus dem Marienleben – und der französischen Kirchengeschichte.
Die Orgel wurde zuletzt im Jahr 1996 durch die Orgelbaufirma Jean Renaud (Nantes) restauriert. Das Instrument hat 47 Register auf drei Manualwerken und Pedal.
| I Grand Orgue C– |                        |     |
| 1.               | Montre                 | 16′ |
| 2.               | Bourdon                | 16′ |
| 3.               | Montre                 | 8′  |
| 4.               | Salicional             | 8′  |
| 5.               | Bourdon                | 8′  |
| 6.               | Flûte harmonique       | 8′  |
| 7.               | Prestant               | 4′  |
| 8.               | Flûte douce            | 4′  |
| 9.               | Fourniture progr. IV-V |     |
| 10.              | Grand cornet V         |     |
| 11.              | Bombarde               | 16′ |
| 12.              | Trompette              | 8′  |
| 13.              | Clairon                | 4′  |

| II Positif expressif C– |                         |        |
| 14.                     | Gemshorn                | 8′     |
| 15.                     | Unda maris              | 8′     |
| 16.                     | Flûte                   | 8′     |
| 17.                     | Bourdon                 | 8′     |
| 18.                     | Principal               | 4′     |
| 19.                     | Nazard                  | 2 ⁄3′  |
| 20.                     | Doublette               | 2′     |
| 21.                     | Tierce                  | 1 3⁄5′ |
| 22.                     | Plein-Jeu progr. III–IV |        |
| 23.                     | Trompette               | 8′     |
| 24.                     | Clarinette              | 8′     |
| 25.                     | Clairon                 | 4′     |
|                         | Tremolo                 |        |

| III Récit expressif C– |                   |     |
| 26.                    | Quintaton         | 16′ |
| 27.                    | Diapason          | 8′  |
| 28.                    | Gambe             | 8′  |
| 29.                    | Voix céleste      | 8′  |
| 30.                    | Flûte traversière | 8′  |
| 31.                    | Flûte octaviante  | 4′  |
| 32.                    | Octavin           | 2′  |
| 33.                    | Carillon I–III    |     |
| 34.                    | Basson            | 16′ |
| 35.                    | Trompette         | 8′  |
| 36.                    | Basson-hautbois   | 8′  |
| 37.                    | Voix humaine      | 8′  |
| 38.                    | Soprano           | 4′  |
|                        | Tremolo           |     |

| Pédale C– |               |     |
| 39.       | Flûte         | 16′ |
| 40.       | Soubasse      | 16′ |
| 41.       | Basse ouverte | 8′  |
| 42.       | Bourdon       | 8′  |
| 43.       | Cello         | 8′  |
| 44.       | Flûte         | 4′  |
| 45.       | Bombarde      | 16′ |
| 46.       | Trompette     | 8′  |
| 47.       | Clairon       | 4′  |

- Koppeln
  - Normalkoppeln: II/I, III/I, III/II, I/P, II/P, III/P
  - Suboktavkoppeln: II/I, III/I, III/II,
  - Superoktavkoppeln: II/I, III/I, III/II, III/P

Die Kirche verfügt auch über eine Besonderheit: unter den beiden höchsten Kreuzen sind Sendeantennen angebracht, über die mehrere Radioprogramme im UKW-Bereich abgestrahlt werden.

## Wirkung
Die Basilika Notre-Dame de Fourvière zählt, schon durch ihre Lage, zu den Wahrzeichen Lyons. Zur Zeit ihrer Entstehung war sie, wie Sacré-Cœur in Paris, auch als Monument des Renouveau catholique, des Widerstands gegen den säkularen republikanischen Staat und als symbolische Unterstellung der Stadt unter die Gottesmutter gedacht. Als säkularer, antiklerikaler Gegenakzent wurde 1892–1894 in unmittelbarer Nähe der einige Meter höhere „kleine Eiffelturm“, der Tour métallique de Fourvière, errichtet. Die Basilika ist u. a. mit einer Standseilbahn erreichbar.